# Садако иска да живее
„Садако иска да живее“ (на немски: Sadako will leben), позната в някои страни като „Голямото слънце на Хирошима“ е роман от 1961 г. на Карл Брукнер. Тази книга е публикувана за първи път през 1961 г., печели Австрийската държавна награда, Литературната награда на град Виена и Почетния списък на Андерсен и е преведена на повече от тридесет езика.
Авторът описва историята на Садако и Шигео, японски деца, оцелели след атомната бомбардировка над Хирошима.
Trama
Целта на Проекта „Манхатън“ е да генерира максимален разрушителен ефект на взривното устройство, и получаване на капитулация от Япония и мир между двете страни.
На 6 август 1945 г., в 08'45, атомна бомба е хвърлена над Хирошима, един от най-важните градове на Япония. Историята разказва за Шигео и Садако Сасаки, брат и сестра съответно на 10 и 4 години, които по чудо оцеляват след експлозията: в момента на удара на атомната бомба двамата се озовават в изолиран парк, във външната зона на града. Бащата, г-н Сасаки, е войник и за щастие този ден не е в Хирошима, докато майката, работничка на име Ясуко, също успява да се спаси по чудо.
Децата изглежда са останали невредими след експлозията и отново намират родителите си. След първите трудни времена след този ужасен ден семейството живее в барака и за да си изкарат прехраната, г-н Сасаки и съпругата му продават всичките си притежания на черния пазар, но благодарение на сътрудничеството на мъж, който по-късно става техен близък приятел, старият г-н Шибута, бащата на Шигео и Садако, успява да отвори малък магазин, където може да упражнява професията на бръснар.
През годините Садако често напомня на брат си, че, доколкото тя си спомня, в деня на експлозията тя не само е била „ранена“ (малкото момиче е намерено от Шигео с драскотини по тялото, дължащи се на бодливи клони на къпина, в която е била завлечена от вятъра), но тя е „почувствала голяма жега“, тя е почувствала „изгаряне“. Брат и не и вярва и обяснява, че тогава е била само на четири и е била шокирана от преживяното, така че може да е само плод на нейното въображение.
Изминават десет години от големия страх, Садако, вече пораснала, участва в велосипедна щафета от Токио до Хирошима. Тя успява да възстанови девет позиции, от 28 до 19, но след състезанието момичето се чувства зле и е откарано в болница. Лекарите разкриват на Ясуко, че това, от което можеше да се страхува най-много, за съжаление се е случило: Садако е болна поради ефектите, причинени от радиацията на атомната бомба, въпреки факта, че са изминали много години, през които тя не е срещала никакви физически проблеми. Отчаяната жена дава съобщението на съпруга и сина си. Шигео си спомня оплакванията на сестра си за нараняванията ѝ след експлозията и разбира мрачната реалност. Въпреки това лекарите и семейство Сасаки решават да не уведомяват Садако, че животът ѝ ще свърши след няколко месеца и за да ѝ осигурят малко повече спокойствие, карат я да вярва, че все пак ще може да се излекува. Междувременно, Шигео ѝ казва, „вземи тази златна хартия и изрежи хиляда жерава: когато завършиш всичките, ще бъдеш излекувана.“
Така Садако прекарва целия си престой в болницата, режейки листа хартия, щастлива и мечтаеща да отиде на плажа с болното момче в стаята до нейната, Шигетомо. Момчето, също страдащо от отравяне на кръвта поради радиация, създава дълбока емоционална връзка с нея, но умира в деня, когато Садако успява да изреже деветстотин жерава, точно преди третия месец от болницата. Садако е много решителна и дори след смъртта на Шигетомо продължава невъзмутимо да се занимава със своето занимание.
През лятото на 1955 г. момичето успява да изреже деветстотин деветдесетия кран. Докторът до нея вижда как очите ѝ се забулят, постепенно стават неспособни да разпознават светлината, излизат и разбира, че силите на момичето след около три месеца лечение са се изчерпали. Поради тази причина той става и я оставя сама, за да отиде и да се обади на семейство Сасаки: той трябва да съобщи смъртта на Садако.
Тя забелязва, че всичко около нея е потъмняло и вярва, че е нощ и сестрата ѝ е загасила светлината. Садако се чувства слаба и изпуска деветстотин и деветдесетия кран на земята. В този момент тя почти получава богоявление и си мисли, че вече е на деветстотин деветдесет и деветия стикер. Водена от дълбоко желание да се излекува, Садако търси златна хартия, за да изреже последния кран. „С това стигнах до хиляда“, смята тя. Но докато се опитва да сгъне хартията, пръстите ѝ вече са твърде слаби, момичето вижда лека светлина да свети пред нея и губи хватката си върху златния лист. Изумена, Садако се взира в светлината и чува гласа на Ясуко, който плаче. Той го отдава на щастието на майка си, защото тя почти е приключила с изрязването на всички кранове. Тя сякаш вижда небето отвъд това сияние. Садако Сасаки умира в болницата на четиринадесет, усмихната.
| „ | Лекото сияние се превърна в ослепителна светлина. Очите на Садако се разшириха. Те съзерцаваха небето във вечния му блясък. | “ |

Карл Брукнер – Държавна награда на Австрия и награда на град Виена за най-добра младежка книга (1961). През 1962, 1964 и 1966 г. е номиниран за наградата „Ханс Кристиан Андерсен“.